# John Boswell
John Eastburn Boswell (20 de março de 1947 – 24 de dezembro de 1994) foi um importante historiador e professor na Universidade de Yale. Alguns dos estudos de Boswell foram focados na homossexualidade e religião, especificamente homossexualidade e cristianismo.